# Inge Konradi
Inge Konradi (27 de julio de 1924 - 4 de febrero de 2002) fue una actriz teatral, cinematográfica y televisiva de nacionalidad austriaca.

## Biografía

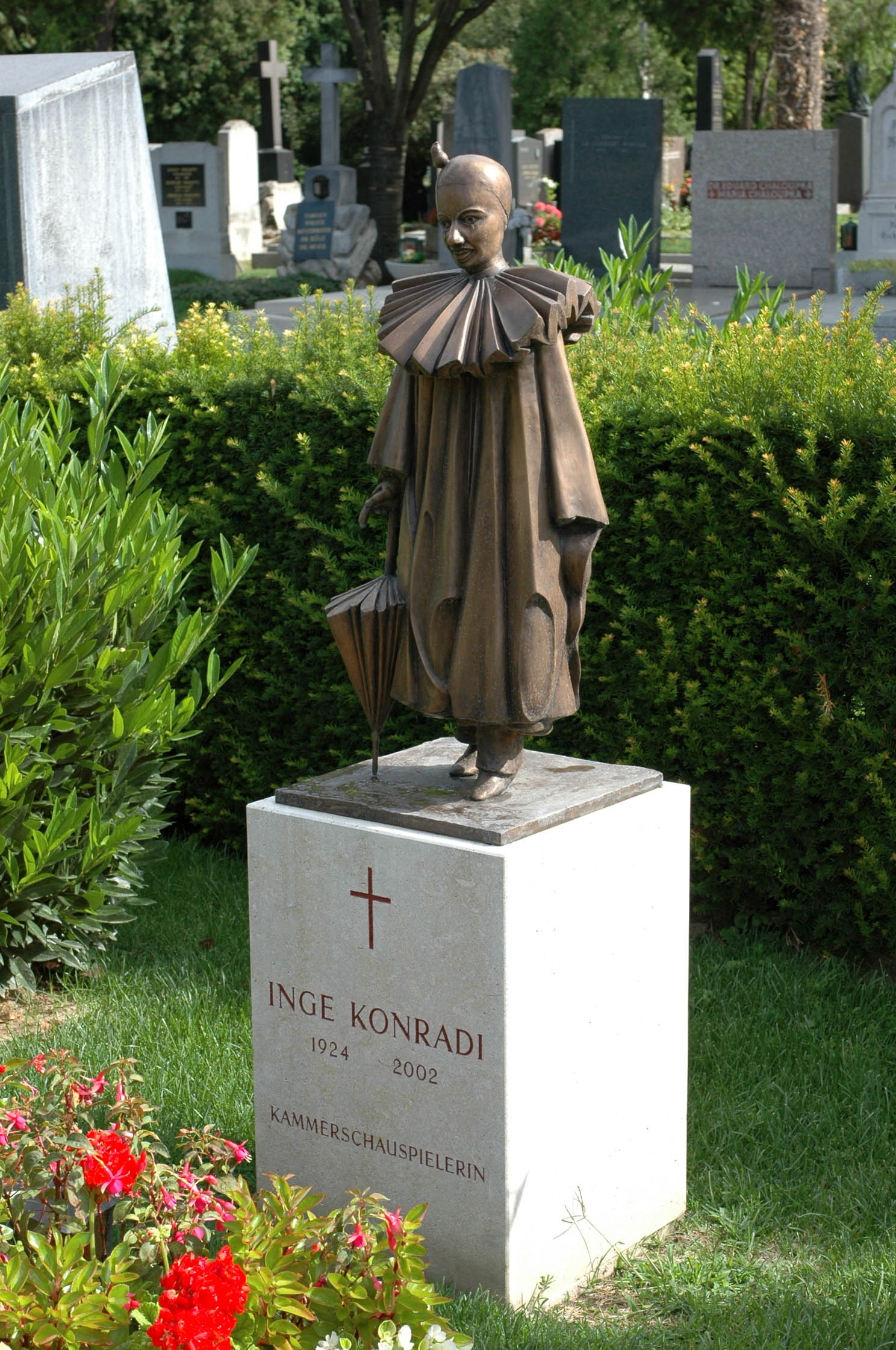
Tumba de Konradi en el Cementerio central de Viena

Nacida en Viena, Austria, Inge Konradi estudió en el Seminario Max Reinhardt de su ciudad natal, recibiendo su primer compromiso teatral en 1942 en el Deutschen Volkstheater de Viena bajo la dirección de Walter Bruno Iltz. Fue Franziska en la comedia de Gotthold Ephraim Lessing Minna von Barnhelm, y actuó después en la obra de Gerhart Hauptmann Die Jungfern vom Bischofsberg (1942, representada con motivo del 80 cumpleaños del escritor), en Santa Juana (1943, de George Bernard Shaw, con dirección de Günther Haenel), Hamlet (1944, de William Shakespeare, con el papel de Ofelia), y Der Diamant des Geisterkönigs, de Ferdinand Raimund. 
Tras finalizar la Segunda Guerra Mundial, trabajó bajo la dirección de Günther Haenel en el Volkstheater, participando en obras como Haben (1945, de Julius Hay), Die Anuschka (1945, con Josef Meinrad), Der Barometermacher auf der Zauberinsel (1946, de Ferdinand Raimund), Espectros (1946, de Henrik Ibsen, con Albert Bassermann), Die gefesselte Phantasie (1947, de Raimund, Kampl (1947, de Johann Nestroy), Zu ebener Erde und erster Stock (1948, de Nestroy) y Der Talisman (1949, también de Nestroy), y Der Bauer als Millionär (1948, de Raimund, con Paul Hörbiger). En 1948 encarnó a Marianne en el escandaloso estreno de la obra de Ödön von Horváth Geschichten aus dem Wiener Wald, en el cual actuaba Karl Skraup. Su carrera cinematográfica se inició con las películas Triumph der Liebe y Singende Engel, estrenadas en 1947. 
En 1951 llegó al Burgtheater de Viena, siendo nombrada miembro honoraria del mismo en el año 1992. Junto con Josef Meinrad trabajó allí especialmente con obras de Johann Nestroy. En 1984 recibió el premio teatral Anillo Ferdinand Raimund, y en 1986 obtuvo el Anillo Johann Nestroy. Además, en el año 1988 Konradi empezó a dar clases en el Seminario Max Reinhardt, obteniendo en 1994 el título de profesora. 
Inge Konradi estuvo casada con el escultor austriaco Wander Bertoni (nacido en 1925). La actriz falleció el 4 de febrero de 2002 en Viena, a causa de un cáncer. Tenía 77 años de edad. Fue enterrada en una tumba honoraria en el Cementerio central de Viena (Gruppe 33 G, Nummer 31).

## Filmografía (selección)
- 1947 : Triumph der Liebe
- 1948 : Der himmlische Walzer
- 1948 : Rendezvous im Salzkammergut
- 1949 : Großstadtnacht
- 1949 : Mein Freund, der nicht nein sagen kann
- 1951 : Der alte Sünder
- 1953 : Abenteuer in Wien
- 1953 : Muß man sich gleich scheiden lassen?
- 1956 : Die Magd von Heiligenblut
- 1957 : Der König der Bernina
- 1957 : Einen Jux will er sich machen (telefilm)
- 1962 : Kaiser Joseph und die Bahnwärterstochter (telefilm)
- 1963 : Der Verschwender
- 1996 : Lamorte (telefilm)
- 1997 : Single Bells (telefilm)
- 2000 : O Palmenbaum (telefilm)